# شهر بی‌قانون (فیلم ۱۹۶۲)
شهر بی‌قانون (انگلیسی: The Broken Land) فیلم وسترن آمریکایی به کارگردانی جان بوشلمن با بازی کنت تیلور و جک نیکلسون می باشد که در سال ۱۹۶۲ منتشر شد.